# Ctenochira ferrugata
Ctenochira ferrugata är en stekelart som beskrevs av Henry Keith Townes, Jr. 1949. Ctenochira ferrugata ingår i släktet Ctenochira och familjen brokparasitsteklar. Inga underarter finns listade i Catalogue of Life.